# Корабель, що співав
Корабель, що співав (1969) — науково-фантастичний роман Енн Маккефрі. Складається з п'яти оповідань, виданих з 1961 по 1969. Остання глава не видавалася раніше окремої новели і вперше була опублікована в романі. Вся серія книг із серії «Brainship» або «Ship», написаних Маккефрі і іншими співавторами, іноді виділяються в цикл «Корабель, що співав», а також «Сага про живі кораблі» бібліографами, продавцями або шанувальниками.
Головним героєм романів та оповідань є кіборг Гельва, людина-космічний корабель, або «brainship». Енн присвятила свою книгу «пам'яті полковника, мого батька, Джорджа Герберта Маккефрі, громадянина, солдата, патріота». У 1994 році вона назвала «Корабель, що співав» книгою, якою вона гордиться найбільше. Згодом вона назвала першу історію своєю найкращою розповіддю і своєю улюбленою роботою.
У 1990-х Маккефрі написала чотири романи-продовження у співпраці з чотирма співавторами:  Маргарет Болл , Мерседес Лекі,  Джоді Лінн Най і  Стівеном Майклом Стірлінгом. Також було випущено ще дві книги: Джоді Лінн Най і С. М. Стірлінг видали власні романи.

## Вигадана передумова
Дія серії книг «Корабель, що співав» («Сага про живі кораблі») відбувається в майбутньому нашого Всесвіту в Федерації Центральних Світів. Дітей з вродженими важкими фізичними патологіями очікують тут різні долі. За згодою батьків такого новонародженого можуть піддати евтаназії, але якщо у нього виявиться високий потенціал розумового розвитку, він може стати кіборгом. У дитини штучно затримується зростання, а його тіло кладуть в титанову оболонку з повною системою життєзабезпечення і з підключенням до комп'ютера. Він позбавлений від фізичних страждань і може кілька століть спокійно існувати в металевій оболонці, виконуючи різні завдання Центральних світів.
Після ряду операцій, отримання загальної освіти і спеціальної підготовки діти до повноліття виявляються у величезних боргах, і повинні їх відпрацювати. Вони використовуються як «мізки» космічних кораблів, лікарень, промислових підприємств, які видобувають планети, і навіть міста (в одному з романів циклу під містом мається на увазі космічна станція). «Мозок» здатний діяти самостійно, але зазвичай працює разом з «тілом», тобто людиною-партнером.

## Ранні оповідання: Гельва
У 1960-х був створений первинний цикл новел про Гельва, яка стала кораблем Х-834:
- Корабель, що співав (1993) /   en: The Ship Who Sang (1969)  — збірка, що включає 6 оповідань

* Корабель, що співав /  The Ship Who Sang (квітень 1961)  — новела, вперше опублікована в журналі  Fantasy & Science Fiction 
* Корабель, що сумував /  She Ship Who Mourned (березень 1966)  — новела, вперше опублікована в журналі  Astounding Science Fiction 
* Корабель, що вбивав /  The Ship Who Killed (жовтень 1966)  — новела, вперше опублікована в журналі  Galaxy Science Fiction 
* Драматичний політ /  Dramatic Mission (червень 1969)  — новела, вперше опублікована в журналі  Astounding Science Fiction 
* Корабель, що перемагав /  The Ship Who Disappeared (березень 1969)  — новела, вперше опублікована в журналі   en: If 
* Корабель, що знайшов партнера /  The Partner Ship (1969)  — новела, вперше опублікована в цьому збірнику в якості останньої глави
Енн Маккефрі також написала ще дві новели про Гельва:
- Honeymoon (1977)  — опублікований в збірці англ. Get Off the Unicorn
- Корабель, що повернувся /  The Ship Who Returned (травень 1999)  — опублікований в антології англ. Far Horizons

## Brain & Brawn Ship
Продовження, написані про інших персонажів.

### В співавторстві з Енн Маккефрі
- Корабель-партнер (2007) / Partnership (1992) Співавтор: Маргарет Болл[en]
- Корабель, що шукав (2007) / The Ship Who Searched[en] (1992) Співавтор: Мерседес Лекі
- Місто, що боролося (2008) / The City Who Fought (1993) Співавтор: Стірлінг Стівен Майкл
- The Ship Who Won (1994) Співавтор: Най Джоді Лінн

### Без участі Маккефрі
- The Ship Errant (1996)  Автор: Джоді Лінн Най
- The Ship Avenged (1997)  Автор: С. М. Стірлінг

## Нагороди
Четверта і найдовша розповідь, «Драматичний політ» (червень 1969), була одним з п'яти номінантів на  премію «Г'юго» в 1970 році в номінації «за кращу повість».